# 司隸
司隸（しれい）もしくは司隸校尉部（しれいこういぶ）とは、中国・漢代に都が置かれた長安・洛陽及びそれらの周辺一帯の首都圏行政を監督した司隷校尉の管掌地域の通称である。
京兆尹（長安）・河南尹（洛陽）（前漢では河南郡、京師が置かれた後漢では河南尹）と河内郡・河東郡・弘農郡・馮翊・扶風の5郡で構成された。